# 武力衝突

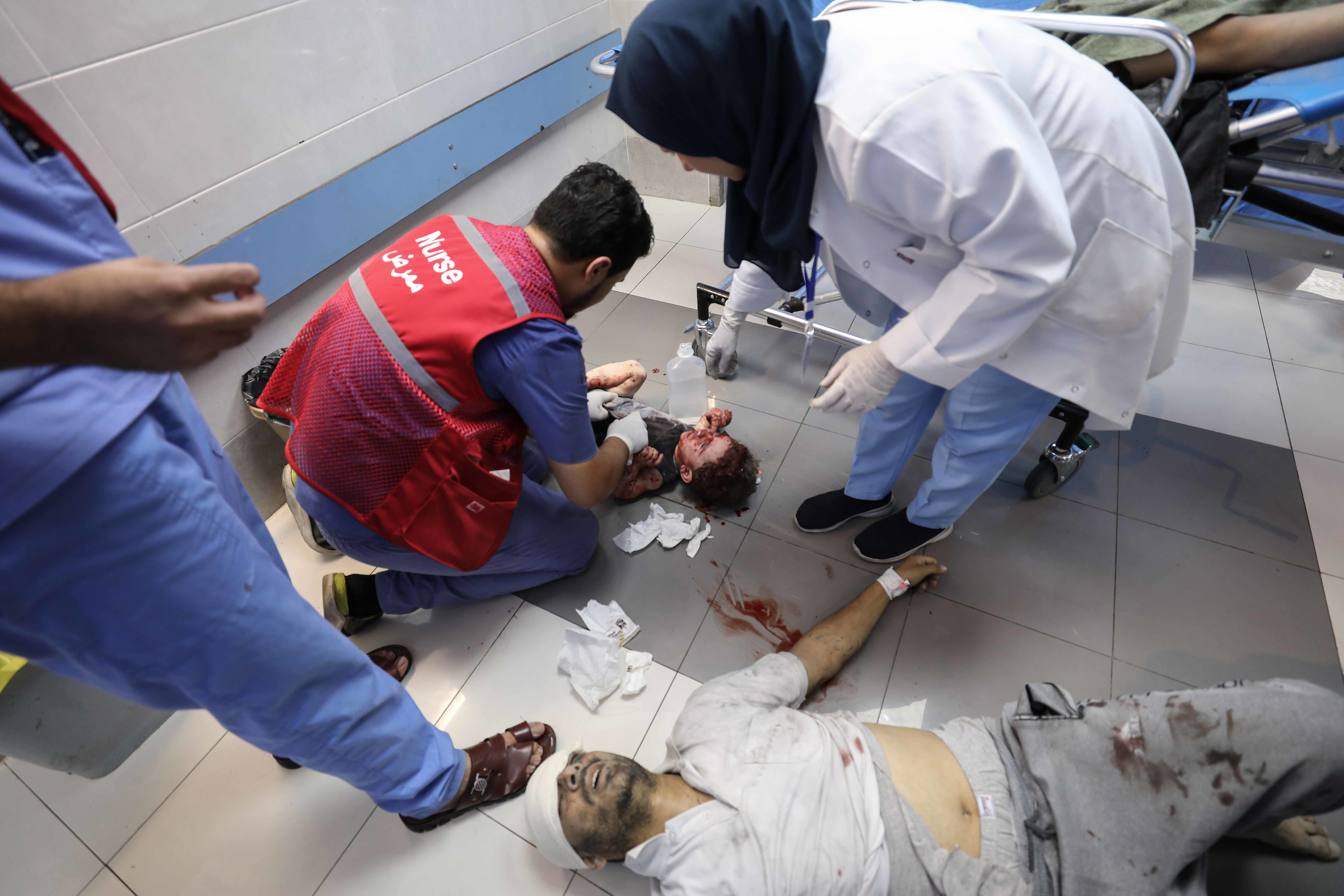
2023年パレスチナ・イスラエル戦争で負傷した人々を治療する医師

武力衝突（ぶりょくしょうとつ）は、武力を持った組織と民兵などが武力で争う事を言う。この様な出来事で民間人まで巻き添えにして被害を受けた例があり、さらに、このことが引き金になり、戦争が起こる事もあり得る。

## 武力衝突の例
- ソマリア内戦（ソマリアの民兵とアメリカ軍による武力衝突）
- ルワンダ内戦（フツ族の政府軍とツチ族による武力衝突）